# 五爪蘋果

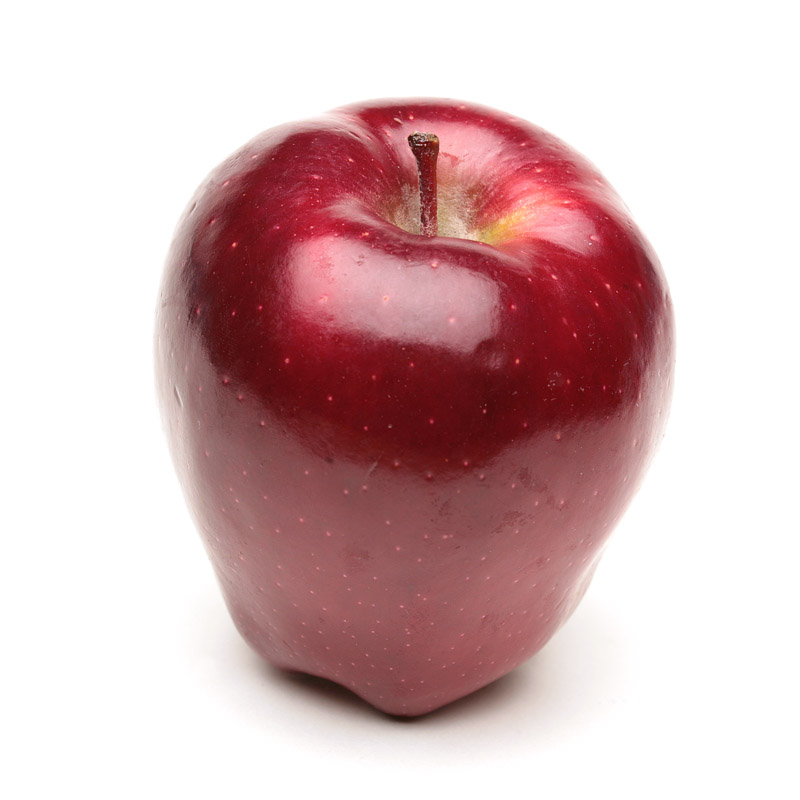

五爪蘋果（英語：red delicious）原产美国，是世界主要栽培品种之一。蛇果是蘋果眾多品種之中最廣為種植的一種。脆甜多汁，沒有其它品種的酸味。紅色外皮上有許多深紅色的條紋。
「五爪蘋果」的名字為台灣所用，名稱來自於由美國進口的此品種蘋果的底部呈現明顯的五點狀，樣子有如五個爪子。而香港地區稱之為「地厘蛇果」，簡稱「蛇果」，是英文名稱的音譯。在中國大陸地區，由于其果實深紅，體積很大，又稱為「紅元帥」或「紅星」。

## 概述
和許多其他蘋果種類一樣的是，五爪蘋果最初也是雜交下意外得出的品種。傳聞是在1868年一個愛荷華州的蘋果果農發現一株耐寒且不容易除去的幼株，在多次嘗試仍無法完全去除之餘只好任它生長。他之後把長出來的果實拿去參展，結果得了第一名。現在世界上所有的五爪蘋果都是直接源自於這株果樹或其子代。
蛇果的英文名稱本來是Delicious，但是當另一外表呈現黃色的品種Golden Delicious於1914年出現後，五爪蘋果的英文名稱改為Red Delicious.
一些蘋果熱好者往往批評五爪蘋果過甜，且不如其它種類蘋果所帶有的其它滋味，但是它仍是眾多蘋果種類之中最容易被認出來的品種之一。

## 蛇果的功效
众所周知，碳水化合物是构成有机体的重要物质，为身体储存和提供热量。新鲜的蛇果正好含有大量的碳水化合物。因此，食用蛇果能调节脂肪代谢，为身体提供膳食纤维，解毒并增强肠道功能。另外，蛇果中还含豐富微量元素铜，对人体血液、中枢神经和免疫系统有好处。

## 相似品種
甘肅省天水市的花牛蘋果是由花牛村引进培育的红元帅品种，口味与美国红元帅有較明顯差異。由於價格比美國蛇果便宜很多，有商家以之冒充美國蛇果。